# Служба військового капеланства
Служба військового капеланства Збройних Сил України (скор. СВК ЗСУ) — Служба військового капеланства Збройних Сил України (далі – Служба військового капеланства) призначена для організації заходів щодо задоволення духовно-релігійних потреб військовослужбовців та працівників Збройних Сил України і членів їх сімей.

## Історія
Душпастирська опіка церков і релігійних організацій у Збройних Силах України має тривалу історію. Починаючи з 1992 року, на територіях військових частин відкривалися храми, створювалися синодальні відділи, набула певного поширення участь священників у військових церемоніях.
З початком збройної агресії російської федерації проти України душпастирська опіка військовослужбовців набула особливої актуальності. Підтримка морально-психологічного здоров'я воїнів, їх мотивації, задоволення духовно-релігійних потреб є однією з важливих складових успішного виконання бойових завдань.
Священнослужителі різних конфесій почали відвідувати зони ведення бойових дій. Вони приїздили туди як добровольці та волонтери для задоволення духовно-релігійних потреб і надання гуманітарної допомоги. При цьому їх статус не був формально визначений. Тому виникла гостра потреба в унормуванні питання перебування цих осіб у місцях дислокації військових частин та на бойових позиціях підрозділів.
Наприкінці 2021 року в Україні почав діяти Закон України Про Службу військового капеланства, яким було внормовано питання здійснення військової капеланської діяльності представниками релігійних організацій у підрозділах Збройних Сил України, Національної гвардії України, інших утворених відповідно до законів України військових формувань та Державної прикордонної служби України.
Через це, для організації заходів щодо задоволення духовно-релігійних потреб військовослужбовців Збройних Сил України, працівників та членів їх сімей у мирний і воєнний час, було утворено Службу військового капеланства як окрему структуру у складі Збройних Сил України, яка підпорядковується безпосередньо Головнокомандувачу Збройних Сил України.
Тобто в організаційно-штатні структури органів військового управління Збройних Сил України, з’єднань, військових частин, військових навчальних закладів, установ та організацій Збройних Сил України введено посади військових капеланів.
Для належної організації задоволення духовно-релігійних потреб здійснюється опитування військовослужбовців з метою урахування їх конфесійної приналежності та визначення відповідних квот конфесійного представництва військових капеланів у Збройних Силах України.
Відповідно до одержаної квоти конфесійного представництва військових капеланів, релігійні організації готують необхідну кількість священнослужителів та передають їм мандат на право здійснення військової капеланської діяльності, який виготовляється Державною службою України з питань етнополітики та свободи совісті (ДЕСС).
Право здійснювати військову капеланську діяльність припиняється шляхом відкликання ДЕСС мандата за підстав, що викладені у підзаконному нормативно-правовому акті.
За вимогами Закону, військовим капеланом може бути громадянин України, який є священнослужителем зареєстрованої в Україні релігійної організації, отримав мандат на право здійснення військової капеланської діяльності та уклав контракт про проходження військової служби на посадах офіцерського складу (суто на посадах Служби військового капеланства) з метою здійснення військової капеланської діяльності у підрозділах Збройних Сил України.
Водночас певна кількість священнослужителів-представників релігійних організацій й надалі допомагає нашим військовим капеланам у зоні проведення бойових дій з метою забезпечення міжконфесійної злагоди та порозуміння у сфері організації заходів щодо задоволення духовно-релігійних потреб військовослужбовців Збройних Сил України, працівників і членів їх сімей.
Дехто з таких священнослужителів забезпечує душпастирську опіку, починаючи з 2014 року і мають помітні заслуги та великий авторитет серед захисників Українського народу.

#### Зустріч Президента України Володимира Зеленського з військовими капеланами, 24.02.2023 року:
У річницю незламності Президент Володимир Зеленський зустрівся з капеланами, які нині служать у Збройних Силах та Національній гвардії України. На зустрічі, що відбулася в Києво-Печерській лаврі, були присутні військові священики церков, які скерували своїх представників до лав армії.
Глава держави відзначив важливість місії капеланів, які підтримують військовослужбовців, котрі захищають Україну на полі бою. Військові та їхні рідні довіряють капеланам, мають змогу ділитися своїми переживаннями та знаходять підтримку. 
"Я дякую за ваше служіння, за те, що ви були разом із бійцями в цей рік повномасштабної війни. Підтримували їх духовно, підтримували їхні сім’ї. Я радий, що в нас є відповідна реформа, відповідний закон. Але, на мою думку, найголовніше, що в нас є ви", — наголосив Володимир Зеленський.
Заступник міністра оборони України Ганна Маляр нагадала, що капеланську службу у Збройних Силах України на законодавчому рівні було запроваджено у 2022 році. Відтоді капелани працюють із військовими на передовій, допомагають зміцнювати їхній моральний дух і стійкість не лише на волонтерських засадах.
Президент висловив переконання, що капелани є такими ж героями, як і військовослужбовці, адже вони підтримують бійців і допомагають їм зберігати стійкість духу.
Капелани зі свого боку подякували Главі держави за підтримку запровадження та розвитку їхньої служби у лавах ЗСУ.
"Наша мета — підставити плече й бути поруч. Ми на фронті для того, щоб показати, що народ разом із тими, хто воює. І Бог не залишить. Це допомагає людям і надихає. А коли сильний дух, то людина робить диво. З Богом переможемо", — наголосив один із військових священників.

Володимир Зеленський поцікавився, чим може допомогти у розвитку служби капеланства у Збройних Силах. Учасники зустрічі обговорили важливість збільшення чисельності капеланів, питання врегулювання верифікації духовної освіти, що необхідно для отримання військових звань та зарахування до війська. Наприкінці заходу Президент вручив військовим капеланам державні нагороди: орден "За мужність" ІІІ ступеня, медалі "За військову службу Україні" та медаль "Захиснику Вітчизни".
- Зустріч Президента України з капеланами, 23.02.23
- Файл:Зустріч з капеланами.jpg
- Зустріч Президента України з капеланами, 24.02.23Зустріч Президента України з капеланами, 24.02.23

## Місії та бачення
Діяльність служби військового капеланства для організації заходів задоволення духовно-релігійних потреб особового складу та членів їх сімей здійснюється на основі таких принципів: 
- дотримання конституційного права військовослужбовців і працівників на свободу світогляду та віросповідання;
- рівність представників усіх віросповідань, які проходять службу у Збройних Силах України, Національній гвардії України, Державній прикордонній службі України та інших військових формуваннях, щодо задоволення їх релігійних потреб;
- рівність військових капеланів незалежно від їх приналежності до релігійної організації;
- толерантне ставлення військових капеланів до представників інших церков і релігійних організацій;
- недопущення нав’язування релігійних чи інших переконань;
- добровільність участі військовослужбовців і працівників у богослужіннях, релігійних обрядах та інших заходах задля задоволення духовно-релігійних потреб особового складу та членів їх сімей;
- рівність військових капеланів різних конфесій у використанні духовних центрів;
- пріоритетність бойової (спеціальної) підготовки під час планування та організації заходів задоволення духовно-релігійних потреб особового складу та членів їх сімей.

#### Основними завданнями Служби є:
- організація, координація та контроль за реалізацією заходів Служб військового капеланства у Збройних Силах України для задоволення духовно-релігійних потреб військовослужбовців, працівників та членів їх сімей;
- контроль за дотриманням конституційного права військовослужбовців і працівників на свободу світогляду та віросповідання;
- організація взаємодії з релігійними організаціями;
- консультування військового керівництва Збройних Сил України з релігійних питань;
- організація добору кандидатів та вишкіл військових капеланів.[1]

#### Законодавча база:
22 січня 2021 року зареєстровано законопроект "Про Службу військового капеланства", який став результатом плідної співпраці представників Збройних Сил України, Національної гвардії України, Державної прикордонної служби України, церков та релігійних організацій, а також депутатів різних фракцій. 19 березня 2022 р. Закон "Про Службу військового капеланства" набрав чинність.
Правовою основою діяльності Служби військового капеланства є Конституція України, цей Закон, Закони України "Про свободу совісті та релігійні організації", "Про військовий обов’язок і військову службу", "Про соціальний і правовий захист військовослужбовців та членів їх сімей", інші закони України, прийняті на їх виконання нормативно-правові акти Верховної Ради України, Президента України, інших органів державної влади, а також міжнародні договори України, згоду на обов’язковість яких надано Верховною Радою України.

## Напрями військової капеланської діяльності:
1. Душпастирська опіка – це напрямок капеланської діяльності, спрямований на забезпечення релігійної, етичної, моральної, духовної підтримки, на сприяння формуванню особистої стійкості та належного духовного стану особового складу.
2. Релігійно-просвітницька робота – напрямок капеланської діяльності, спрямований на ознайомлення військовослужбовців із основами релігійного світогляду, з етичними засадами військової служби та громадянського обов’язку захисту держави, на виховання в особового складу духу патріотизму, братерства та взаємоповаги.
3. Соціально-доброчинна діяльність – напрямок капеланської діяльності, спрямований на турботу про соціальні потреби військовослужбовців і налагодження партнерських відносин із представниками релігійних, благодійних (волонтерських), громадських організацій з метою надання всебічної підтримки, забезпечення турботливого ставлення до військовослужбовців та членів їх сімей.
4. Консультування військового командування з релігійних питань – напрямок капеланської діяльності з надання командуванню фахової інформації, що стосується впливу духовно-релігійних чинників на виконання визначених завдань, пропозицій і консультацій щодо організації заходів задоволення духовно-релігійних потреб особового складу та інформування командування щодо релігійної обстановки в підрозділі та релігійної ситуації у пункті постійної дислокації і в районі виконання завдань за призначенням.

## Курс підвищення кваліфікації військових капеланів
20 лютого 2023 року вперше організовано підготування 30 військових капеланів, яка відбуватиметься протягом 6 тижнів на базі Військового інституту Київського національного університету імені Тараса Шевченка за спеціальною програмою курсів підвищення кваліфікації військових капеланів.
Репортаж ТСН про підготування групи військових капеланів 05 березня 2023 року за посиланням. 

#### Лекція заступниці Міністра оборони України Ганни Маляр для військових капеланів
6 березня заступник Міністра оборони України Ганна Маляр організувала лекцію для військових капеланів, які беруть участь у курсах підвищення кваліфікації з питань військового капеланства, та слухачів випускових курсів за спеціальністю "Військова психологія". Під час лекції Ганна Маляр наголосила на важливості роботи капеланів і психологів під час ведення бойових дій, особливо після повномасштабного вторгнення російських військ, окреслила нові виклики, що постали перед українським суспільством в умовах війни і те, як важливо капеланам та психологам підтримувати духовність та морально-психологічний стан воїнів.
"Місія капеланів — підтримувати внутрішній стан та спокій бійця. Віра — це те, що дає людині відповідь на питання життя і смерті, що є важливим для воїна. Внутрішній спокій та впевненість дає можливість людині боротися. Віра і переконання сильніші за нашу людську природу, за відчуття страху. Людина завжди перемагає, коли вірить у те, що робить", — зазначила Ганна Маляр.
Під час лекції заступник Міністра оборони України відповіла на запитання присутніх, зокрема про розвиток військового капеланства та яких змін слід очікувати. На завершення лекції військові капелани вручили Ганні Маляр ікону святої Анни та побажали, щоб Божа Матір оберігала від усіх негараздів на життєвому шляху.

## Символіка Служби
- Коін Служби аверс
- Коін Служби реверс

Опис нарукавного знаку Служби військового капеланства Збройних Сил України Апарату Головнокомандувача Збройних Сил України
1. Нарукавний знак до парадного, парадно-вихідного та повсякденного однострою має вигляд геральдичного щита синього (блакитного) кольору й оздобленого золотим кантом.
У синьому полі девʼять срібних променів, що сходяться вгорі, становлячи промені Божої благодаті та вказуючи на специфіку діяльності служби. 
Нарукавний знак виконано в кольорах, притаманних Апарату Головнокомандувача Збройних Сил України. 
2. Нарукавний знак до польового однострою, для носіння під час навчань, тренувань та інших заходів підготування військ, виконано у вигляді геральдичного щита темно-оливкового кольору й оздобленого світло-оливковим кантом.
У темно-оливковому полі девʼять світло-сірих променів, що сходяться вгорі.